# Fight! Iczer One
Fight! Iczer One (яп. 戦え!!イクサー1 Татакаэ!! Икуса: Уан, букв. «В бой, Икзер-1») — научно-фантастическое аниме на юри-тематику. Снято режиссёром Тосихиро Хирано по одноимённой манге, выходившей в лоликонном журнале Lemon People в 1983 году и переиздававшейся Kadokawa Shoten. Показано по телеканалу AT-X в 2008 году. Основными персонажами являются девушки, так как в произведении присутствует инопланетная раса ктулху (яп. クトゥルフ Кутуруфу) с вымершей популяцией мужчин. Fight! Iczer One не содержит откровенных эротических сцен. По мотивам аниме было выпущено две игры в жанре визуального романа, во второй из которых также присутствуют герои Dangaioh. Также Iczer-1 вошла в состав Super Robot Wars L, изданной для Nintendo DS в 2010 году.
По сюжету аниме, ктулху атакуют планету Земля, уничтожая человечество с помощью проникающих в организм паразитов — ведемов (яп. ヴェデム Вэдэму). Ктулху планируют инфицировать всех людей ведемами и выиграть войну, не вступая в открытую схватку.
В названии «Татакаэ!! Икуса: Уан» можно наблюдать игру слов, так как «икуса» по-японски значит «битва».

## Сюжет
Предыстория показана в специальной версии. Во Вселенной на корабле скитается народ ктулху, потерявший родную планету и состоящий только из женщин, потому что все мужчины вымерли. Правительница Вайолет думает, когда же конец путешествия и желает, чтобы дочери, погруженные в сон, обрели свой дом. Неизвестная мощная энергия окружает судно, и появляется Биг Голд, обещающий исполнить мечту. Корабль разрывается на части.

### Act I
Iczer-1 уничтожает человека, превратившегося в монстра. В космосе ктулху Кобальт и Сепия мечтают жить на Земле после войны. Сир Вайолет приказывает Кобальт — командиру Delos Theta атаковать планету, чтобы помешать заклятому врагу Iczer-1 синхронизироваться с напарницей и уничтожить их. Школьница Нагиса спит и слышит неизвестный голос. Времени уже за 7:30, пора на учёбу. Мать готовит на кухне, отец читает газету. Дочь допоздна смотрела телевизор, поэтому поздно легла, утром не поела и побежала учиться. На улице она видит странную девушку с золотистыми волосами и в розово-чёрно-синем костюме. Нагиса думает, что это косплей. Одноклассница Мами отвлекает, и они убегают. Iczer-1 не исчезла, а села на дерево, думая о партнёре. Класс пишет контрольную работу. В голове Нагисы опять раздаётся голос. На спортплощадке мяч прыгает и влетает в окно, это оказывается другим измерением. Вместо учениц там обитают чудовища. Учитель делает замечание — никто не видит иллюзию, только Нагиса. Во время перемены на крыше школы кажется, что всё было лишь сном. Мами смеётся над такими вещами. Но одноклассницы превращаются в монстров с глазом во рту. Нагиса падает через край, на помощь приходит Iczer-1. Девочка в ужасе убегает.
Нагиса вновь попадает в иную реальность, где Iczer-1 сражается с ктулху и побеждает. Сир Вайолет докладывает Биг Голду о провале и получает задание готовить к удару Delos Theta. Кто-то вернул Нагису домой. Всё должно быть по-прежнему, та же обстановка, в воскресение семья решает погулять. Неожиданно мать и отец на глазах у дочери превращаются в демонических существ. Iczer-1 заперта по ту сторону, столкнувшись с киборгом. В последний момент она успевает прийти на помощь и убить людоедов молниями и световым мечом. Кобальт говорит Сепии, что вернётся с победой. Iczer-1 не может воскресить убитых, получает пощёчину и объясняет, что родителям уже не помочь, когда их тела порабощены. Ктулху хотят взять всю планету, мелочь их не интересует. Мощное оружие — робот Delos Theta разрушает и сжигает город, чтобы выманить противника. Военные тщетно отправляют на перехват летательный аппарат Fuji I. Кобальт уничтожает их. Нужно вызывать Iczer Robo и сражаться вместе. Новая подруга насильно затаскивает в кабину управления Нагису, потому что только она может объединиться с ней во имя защиты Земли. Два пилота находятся в подобии контактной капсулы и должны одновременно выполнять операции, иначе врага трудно одолеть. Нагиса сначала отказывается, однако желание отомстить за смерть близких берёт верх. Iczer Robo запускает огненный шар и разрывает голову Delos Theta на части. Кобальт погибает. Сепия в трауре и клянётся Сиру Вайолет собственноручно убить Iczer-1. Нагиса плачет, обнимая напарницу. Пришельцы ещё не разгромлены и придут снова.

### Act II: Iczer Sigma’s Challenge
На Земле высаживается мобильная крепость ктулху Nova, срывающая часть одного города. Сепия распоряжается собрать останки Delos Theta и приготовить к атаке Void. Iczer-1 понимает, что необходимо отправиться на разведку и выяснить планы Биг Голда. Нагиса голая сидит в Iczer Robo, и ей это совсем не нравится. Сражаться она не хочет и стремится выбраться оттуда. База сил самообороны недалеко от Фудзиямы поднята по тревоге против пришельцев. Космическая станция Wonder-3 засекает гигантский объект позади Луны — главные силы врага. Однако никто не знал о паразитах, захватывающих мир. Тело Кобальт изуродовано, Сепия не может смотреть на такое и уходит в слезах. Сир Вайолет назначает её командующим крепости Nova и нового смертельного оружия — Iczer Sigma, которое обязательно уничтожит Iczer-1. Гнев и печаль должны быть собраны в кулак. В напарницы ей придаётся безжалостная убийца Iczer-2. Iczer-1 даёт Нагисе защитный костюм с браслетом и временно оставляет одну. Если не убить Биг Голда, заражения не прекратятся. На вопрос, почему выбрала напарницу, следует ответ: потому что люблю. Улица опустела. Полицейский задерживает Нагису за неподобающее поведение и одежду. При попытке увести «преступницу» у девочки происходит защитная реакция. Сотрудник полиции оказывается уродливым и страшным монстром. Браслет уничтожает опасные щупальца. Нагиса убегает к своему дому и там встречает Саёко с матерью. Iczer-1 попадает в другое измерение, где на неё нападает Void и они сражаются на световых мечах. Сбежать оттуда непросто.
Нагиса узнаёт, что отец Саёко превратился в чудовище. Базу военных заполоняют демоны с щупальцами, солдаты изрублены на куски. Капитан Fuji II объявляет эвакуацию, запускает основной корабль и модули. Боевая задача состоит в нападении на вражескую крепость с земли и воздуха. Iczer-1 оказывается запертой в виртуальной клетке и сталкивается с двумя Void. Военная атака проваливается, лазеры ничего не могут сделать бастиону противника. Сепия командует раздавить надоедливых насекомых. Одним ударом все наземные и воздушные силы уничтожаются, включая Fuji II. Саёко будит Нагису и убегает вверх по лестнице, где исчезли тела мёртвых родителей. Монстры с огромными лапами и ртами нападают из засады. Iczer-1 телепатически передаёт Нагисе бороться. Тварям её не съесть по причине защитного браслета, который поражает их лучом. После ослабления удерживающего поля Iczer-1 возвращается в город и побеждает Void. Однако это была всего лишь разминка перед появлением младшей сестры Iczer-2, также дочери Биг Голда. Обе сражаются на световых мечах.

## Роли озвучивали
| Актёр            | Роль                                    |
| ---------------- | --------------------------------------- |
| Юрико Ямамото    | Iczer-1                                 |
| Маюми Сё         | Нагиса Кано                             |
| Канэто Сиодзава  | Биг Голд / Сир Вайолет                  |
| Суми Симамото    | Сир Вайолет                             |
| Хироко Эмори     | Кобальт                                 |
| Ариса Андо       | Сепия                                   |
| Кэйко Тода       | Iczer-2                                 |
| Наоко Ватанабэ   | Саёко                                   |
| Мика Дои         | мать Саёко                              |
| Юмико Сибата     | Мами, ктулху                            |
| Кэндзи Уцуми     | капитан Fuji II                         |
| Икуя Саваки      | командир космической станции            |
| Кумико Мидзукура | мать Нагисы                             |
| Юсаку Яра        | отец Нагисы, капитан FJ III, рассказчик |

## Музыка
CD 1
| №   | Название                                                 | Длительность |
| --- | -------------------------------------------------------- | ------------ |
| 1.  | «Fight!! Iczer-1»                                        | 3:10         |
| 2.  | «Nugwenderze»                                            | 3:07         |
| 3.  | «Kanou Nagisa»                                           | 2:31         |
| 4.  | «Iczer Robo»                                             | 2:15         |
| 5.  | «Sir Violet»                                             | 3:05         |
| 6.  | «Raid»                                                   | 2:38         |
| 7.  | «The Wandering People of Cthulhu»                        | 3:41         |
| 8.  | «Super Life Form Big Gold»                               | 1:30         |
| 9.  | «Narration of Sir Violet ~ The Devil of the Universe»    | 4:28         |
| 10. | «Narration of Iczer-1 ~ Nagisa!!»                        | 3:50         |
| 11. | «Fierce Fighter Iczer Robo»                              | 4:19         |
| 12. | «Sky Oasis»                                              | 3:32         |
| 13. | «Narration of Kanou Nagisa ~ Partner (Love that Nagisa)» | 5:21         |
| 14. | «Invincible Iczer-2»                                     | 4:18         |
| 15. | «Never Run Away»                                         | 4:18         |
| 16. | «Fight!! Iczer-1 [Original Karaoke]»                     | 3:06         |

CD 2
| №   | Название                                 | Длительность |
| --- | ---------------------------------------- | ------------ |
| 1.  | «Fortress of Destruction»                | 5:38         |
| 2.  | «Requiem for Cobalt»                     | 3:23         |
| 3.  | «Another Space of Illusion»              | 2:42         |
| 4.  | «Rainy Love»                             | 4:08         |
| 5.  | «Bridge Collection — Battle Premonition» | 1:27         |
| 6.  | «Nagisa and Sayoko»                      | 1:52         |
| 7.  | «Our target — Is my Sister»              | 4:22         |
| 8.  | «Iczer Sigma's Challenge»                | 1:29         |
| 9.  | «Rolling Devil»                          | 3:56         |
| 10. | «Iczer Sigma's Last Moment»              | 3:00         |
| 11. | «Iczer-2's Revival»                      | 1:19         |
| 12. | «The Tragedy of Sir Violet»              | 4:24         |
| 13. | «A Moment's Peace»                       | 2:29         |
| 14. | «Mechanical Life (Big Gold)»             | 3:56         |
| 15. | «Nagisa's Heart»                         | 3:44         |
| 16. | «The Magnificence of Mortal Combat»      | 3:34         |
| 17. | «The Showdown Has Come»                  | 3:16         |
| 18. | «Farewell»                               | 2:32         |
| 19. | «Eternal Iczer-1»                        | 3:22         |

Закрывающая композиция:
1. «Fight!! Iczer-1» в исполнении Мики Какидзавы
2. «Never Run Away» в исполнении Юко Кусуноки
3. «Eternal Izcer-1» в исполнении Мики Какидзавы[10]

Музыка и аранжировка: Митиаки Ватанабэ (Mazinger Z, Great Mazinger, Steel Jeeg, фильмы «Грендайзер»), слова: Фумико Окада, вокал: Юрико Ямамото («Narration of Iczer-1 ~ Nagisa!!»), Маюми Сё («Rainy Love»), Кэйко Тода («Rolling Devil»), чтение: Канэто Сиодзава («Narration of Sir Violet ~ The Devil of the Universe»), Маюми Сё («Narration of Kanou Nagisa ~ Partner (Love that Nagisa»). Саундтрек первоначально выходил на LP в 1985—1986 годах. Ремастеринг издания 1998 года осуществлён в 20 бит / 88,2 кГц.

## Выпуск на видео
Iczer One впервые вышел в 1985—1987 годах на VHS и LaserDisc от Toshiba EMI. Сериал неоднократно выпускался на DVD в Японии, например, в 2001 году диски представила Pioneer LDC. Формат был 1,33:1 (4:3), а звук Dolby Digital 2.0. Особенностью являлось качество с телекинопроектора. Дополнительные материалы включали полную версию фильма «Создание Iczer-1» на 27 минут: запись на студии вокала песни Eternal Iczer-1, где Мики Какидзава отчётливо поёт «Икуса: Уан»; рассказ режиссёра и композитора, мнение певицы, разговор производственной команды, обращение сэйю Канэто Сиодзавы, Юрико Ямамото и Маюми Сё. Периодически показывались кадры из аниме. В комплект входил буклет на 12 страницах.
В США сериал продавался c 1992 года на VHS от U.S. Renditions. DVD компании Media Blasters появились в 2005 году. В целом анимация не самая лучшая и типичная для 1980-х годов. Видео соответствует требуемому качеству, даже если хотелось увидеть немного больше цифрового мастеринга. Поскольку не все могут разобраться в точности перевода, во избежание вольностей, рекомендуется слушать японскую звуковую дорожку, а не английский дубляж. Субтитры ясны и понятны. Дополнения: материалы за кадром (вышеупомянутая короткометражка с записью музыкальной темы и отзывами создателей), галерея изображений.
В 2016 году аниме издано King Records на 2 Blu-ray в соотношении 4:3 (прогрессивный Full HD) и со звуком LPCM 2.0. Видео взято с оригинальной 35-мм киноплёнки. В комплекте находились 2 CD саундтрека. Бонусом шли «Создание Iczer-1» и специальная версия Tatakae!! Iczer-1. Также прилагался буклет на 24 страницах (интервью с Тосихиро Хирано, комментарии к музыке и песням, производственный процесс, описание сюжета, информация о персонажах и вселенной Iczer). 46 место в чарте Oricon.

## Отзывы и критика
Джонатан Клементс и Хелен Маккарти в энциклопедии написали, что тёмный потусторонний мир Хирано был основан на манге с отсылками к работам Лавкрафта. Однако ужасам мешает тот факт, что однажды ожившее «невообразимое» выглядит просто мерзко, хотя монстры Ватанабэ так же хорошо созданы, как и фантастические роботы Масами Обари и Синдзи Арамаки. Сценарий наполнен эротическими подтекстами и сексуальной жестокостью, которые эффективны, потому что не являются полностью откровенными. Страх беззащитной Нагисы — нормальная реакция на тяжёлую обстановку, а не раздражающая черта, которую обыгрывают сценарист и актриса озвучивания, ошибочно полагая, что беспомощность — это мило, а Iczer-1 — идеальная героиня: храбрая, понимающая и решительная. Бесстыдная кража концовки «Супермена 2» не «подкалывает», а представляет собой довольно трогательный финал, в котором Нагиса, отдавшая всё, чтобы спасти мир, вознаграждается возвращением к своей прежней жизни и забвением остального, включая подругу, готовую умереть во имя её спасения.
Претензии критиков свелись к тому, что аниме пытается объединить различные жанры, включая меха и ужасы, с вездесущей неубедительной сюжетной линией «девушки должны спасти планету». Iczer-1 полностью следует формуле «мы против них», типичному примеру борьбы за человечество. Вопросы вызывали дизайн и характер персонажей, а также бессмысленность их действий. Нетрудно понять, почему сериал cмог получить определённую известность: анимация, тёмная атмосфера, жестокость, обнажённые девушки, а также кровь и меха. Сир Вайолет на самом деле женщина, по-японски озвученная мужчиной. Большинство аниме про гигантских роботов 1980-х годов не выдержали проверку временем по сравнению с более поздними произведениями. Техника рисования «большие глаза, маленький рот» дополнена пропорциональными телами ключевых персонажей, за исключением Биг Голда (не пышные и не миниатюрные «принцессы с пушками», как в боевиках). Английский дубляж изменил наименование пришельцев на Cthulwulf — очевидная попытка избежать проблем с авторским правом в США. Это выступает ярким примером в пользу сторонников оригинального озвучивания. В некоторых моментах «Евангелион» является данью уважения Iczer-1.
THEM Anime дал всего одну звезду из пяти. Iczer One может претендовать на роль в истории аниме, но не самую достойную. Это одна из первых OVA в жанре ужасов, созданных по мотивам произведений Лавкрафта. Если бы было хорошо, то следовало бы обойтись без цинизма. Но сериал не являлся успешным с самого начала, а со временем стал только хуже. Во-первых, есть совершенно предсказуемое введение лесбийских инопланетян в духе Cream Lemon и Project A-Ko. Разумеется, такое легко отклонить как фансервис, за исключением неотъемлемой части сюжета. Главная героиня, «супермалышка», творчески названная Iczer-1, уделяет внимание Нагисе Кано, которая оказывается раздражающей плаксивой школьницей. Всё, что она делает на протяжении истории, — это ноет, «предположительно, желая вырасти и стать рестлером в тёмные 1980-е годы». Нагиса — худший из когда-либо созданных персонажей в аниме. Также в минусе «плохие девчонки» и глупость, непонятно почему злодей назван Биг Голд. Анимация давняя, хотя слэшеры не особенно стареют. Музыка забывается. Не считая «злобных противных щупалец», которые проложили путь для хентаев, слишком много отведено фразе «Они все лесбиянки!», чтобы относиться к этому серьёзно. Сексплуатацию показывали в USA Up All Night с участием Мэрилин Чэмберс. По мнению рецензента, «сценаристы знают о гомосексуализме столько же, сколько тропические рыбы об НХЛ».
Аудитория: абсолютно не для детей и чувствительных людей. Этого достаточно, чтобы полностью отпугнуть новичков. С другой стороны, поклонники наготы и ужасов могут заинтересоваться. Насилие в OVA беспричинное и наглядное, Iczer One становится жутким не только в смысле «создатель — извращенец», но и преуспевает в саспенсе, хотя беспорядочно. «Уроцукидодзи. Легенда о сверхдемоне» и La Blue Girl обязаны ему своим содержанием. К сожалению, тема голой школьницы-второго пилота проявляется и в других аниме, например, Maze Bakunetsu Jikuu. Известно клише «полезай в робота». Показательно, что франшиза получила продолжение в виде Iczer-3 и Iczelion. Фактически, сотрудничество Тосихиро Хирано и его жены Наруми Какиноути в Vampire Princess Miyu вышло гораздо лучше и со вкусом.